# Museo archeologico di Stabia Libero D'Orsi
Il Museo archeologico di Stabia Libero D'Orsi è un museo di tipo archeologico ubicato a Castellammare di Stabia: al suo interno raccoglie i reperti provenienti dagli scavi archeologici dell'antica città di Stabia.

## Storia
Con la ripresa degli scavi a partire dal 1950 sulla collina di Varano per riportare alla luce l'antica città di Stabia, già parzialmente esplorata nel XVIII e XIX secolo dagli archeologi borbonici, si rese necessario l'istituzione di un museo dove raccogliere i reperti ritrovati. Libero D'Orsi, fautore del nuovo rilancio delle indagini archeologiche, custodì le opere nei locali sotterranei della scuola media Stabiae, di cui era preside: nel 1957 venne inaugurato l'Antiquarium stabiano. Il museo restò aperto fino al 1997 per poi essere chiuso a causa dell'inadeguatezza dei locali.
Il 24 settembre 2020, nei locali della reggia di Quisisana, a seguito di un accordo del 2019 tra Parco archeologico di Pompei e comune di Castellammare di Stabia, venne inaugurato il Museo archeologico di Stabia Libero D'Orsi, in modo da poter custodire i reperti precedentemente custoditi all'interno dell'Antiquarium stabiano: tuttavia il 6 marzo 2023 chiuse per lavori di riallestimento. Riaprì il 6 marzo 2024 ampliato nel numero di sale e di reperti, grazie anche alla collaborazione con il Museo archeologico nazionale di Napoli.

## Descrizione
Nel museo sono esposti 507 reperti distribuiti tra affreschi, opere in bronzo e ceramica e sculture marmoree provenienti dalle ville, dai templi e dalle necropoli dell'antica Stabia, organizzati principalmente per luogo di provenienza. Sono presenti delle installazioni multimediali come una sorta di plastico dove viene illustrata la storia dell'area vesuviana dalle origini fino al periodo immediatamente dopo l'Eruzione del Vesuvio del 79 oppure uno schermo interattivo che spiega i ritrovamenti nell'ager stabianus o ancora una sorta di libro da poter sfogliare virtualmente. Nelle antiche scuderie della reggia sono stati ricavati i depositi, aperti ai visitatori e agli studiosi, i quali dispongono di una superficie di circa 400 metri quadrati e ospitano oltre 8 000 reperti.